# Département de Graneros
Le département de Graneros est une des 17 subdivisions de la province de Tucumán, en Argentine. Son chef-lieu est la ville de Graneros.
Le département a une superficie de 1 678 km2. Sa population s'élevait à 13 063 habitants, suivant le recensement de 2001 (source : INDEC).

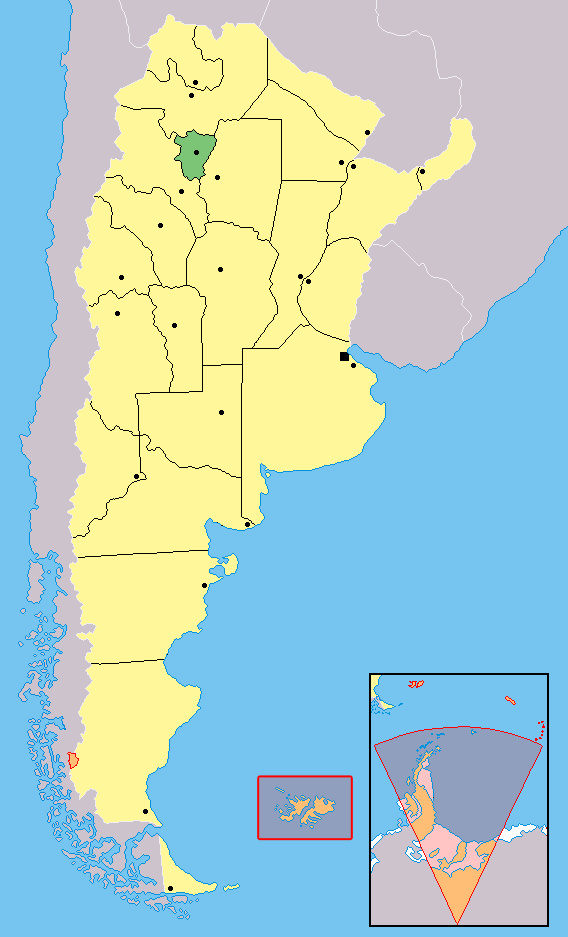
Localisation de la province de Tucumán en Argentine